# Vombat comun
Vombatul comun (Vombatus ursinus), cunoscut și sub numele de vombat cu peri aspri sau vombat cu nasul gol, este un marsupial, una dintre cele trei specii extante de vombați și singura din genul Vombatus⁠(d). Vombatul comun ajunge la o dimensiune medie de 98 de centimetri lungime și 26 de kilograme.

## Taxonomie

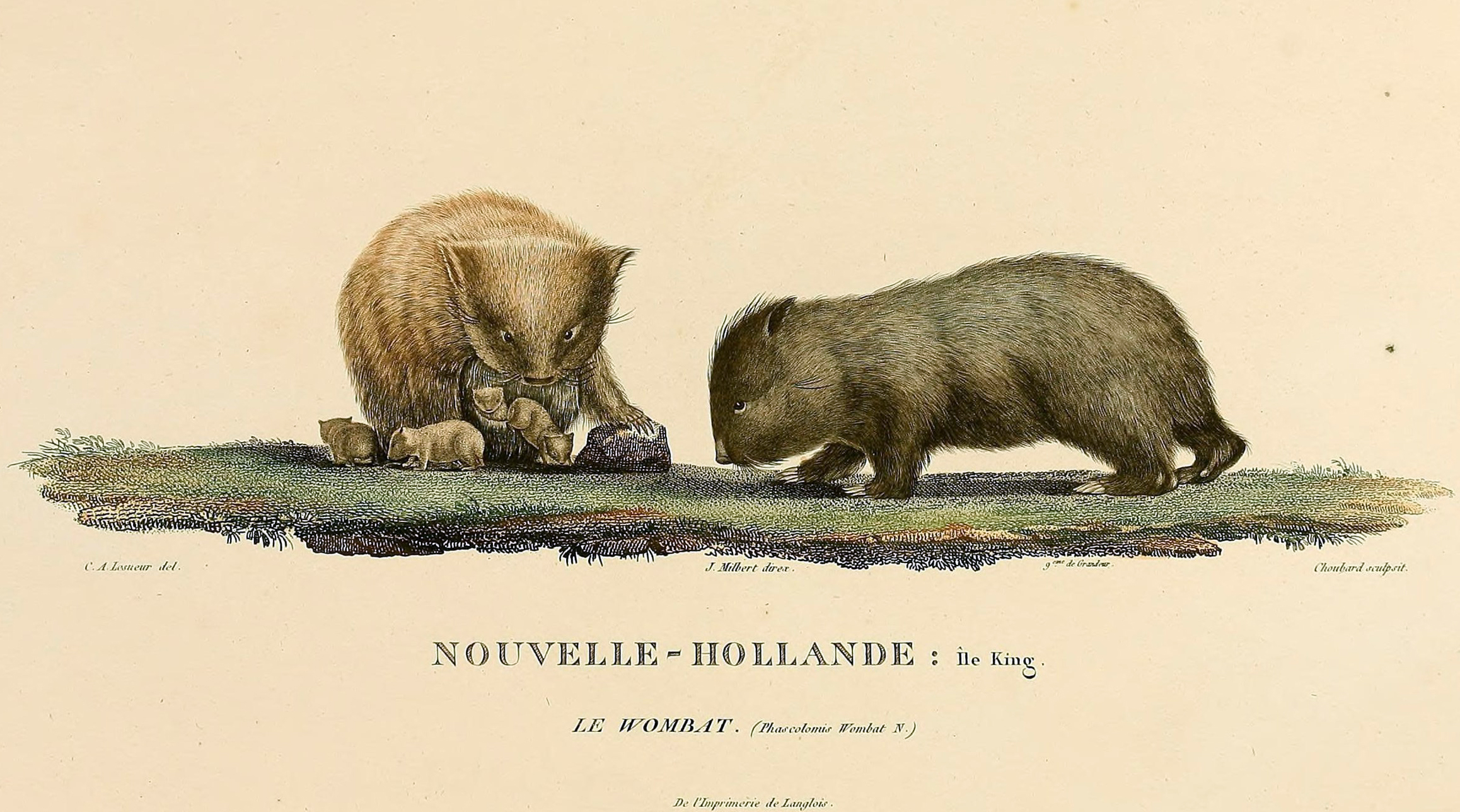
Ilustrație din 1807 a vombaților de pe Insula Regelui, acum dispăruți

Vombatul comun a fost descris pentru prima dată de George Shaw în 1800. Există trei subspecii existente:
- Vombatul comun (V. u. ursinus), subspecia nominală, a fost odată întâlnit pe Insulele Strâmtorii Bass, dar este acum limitat la Insula Flinders la nord de Tasmania.[4] Populația sa a fost estimată la 4.000 de exemplare în 1996 și este considerat vulnerabil de către Legea privind protecția mediului și conservarea biodiversității din 1999 și Lista Roșie a IUCN.[5]
- Vombatul hirsut (V. u. hirsutus) este întâlnit pe continentul australian.[4]
- Vombatul tasmanian (V. u. tasmaniensis) este întâlnit în Tasmania.[4][6] Este mai mic decât V. u. hirsutus.[7]

Vombatul lui Hackett⁠(d) (V. hacketti) este o specie dispărută a genului Vombatus, întâlnită în partea de sud-vest a Australiei. Având aceeași dimensiune ca V. ursinus, cu o greutate medie de 30 kg, V. hacketti a dispărut la sfârșitul Pleistocenului târziu, în timpul extincției cuaternare.

## Descriere
Vombatul comun este robust, cu picioare scurte. Când ajunge la maturitate, poate atinge între 80 și 130 cm lungime și cântări între 17 și 40 kg. Vombații care trăiesc în Tasmania și pe Insula Flinders sunt adesea mai mici decât omologii lor de pe continent. Poate fi distins de ambii vombați cu nas păros prin nasul său chel.

## Răspândire și habitat

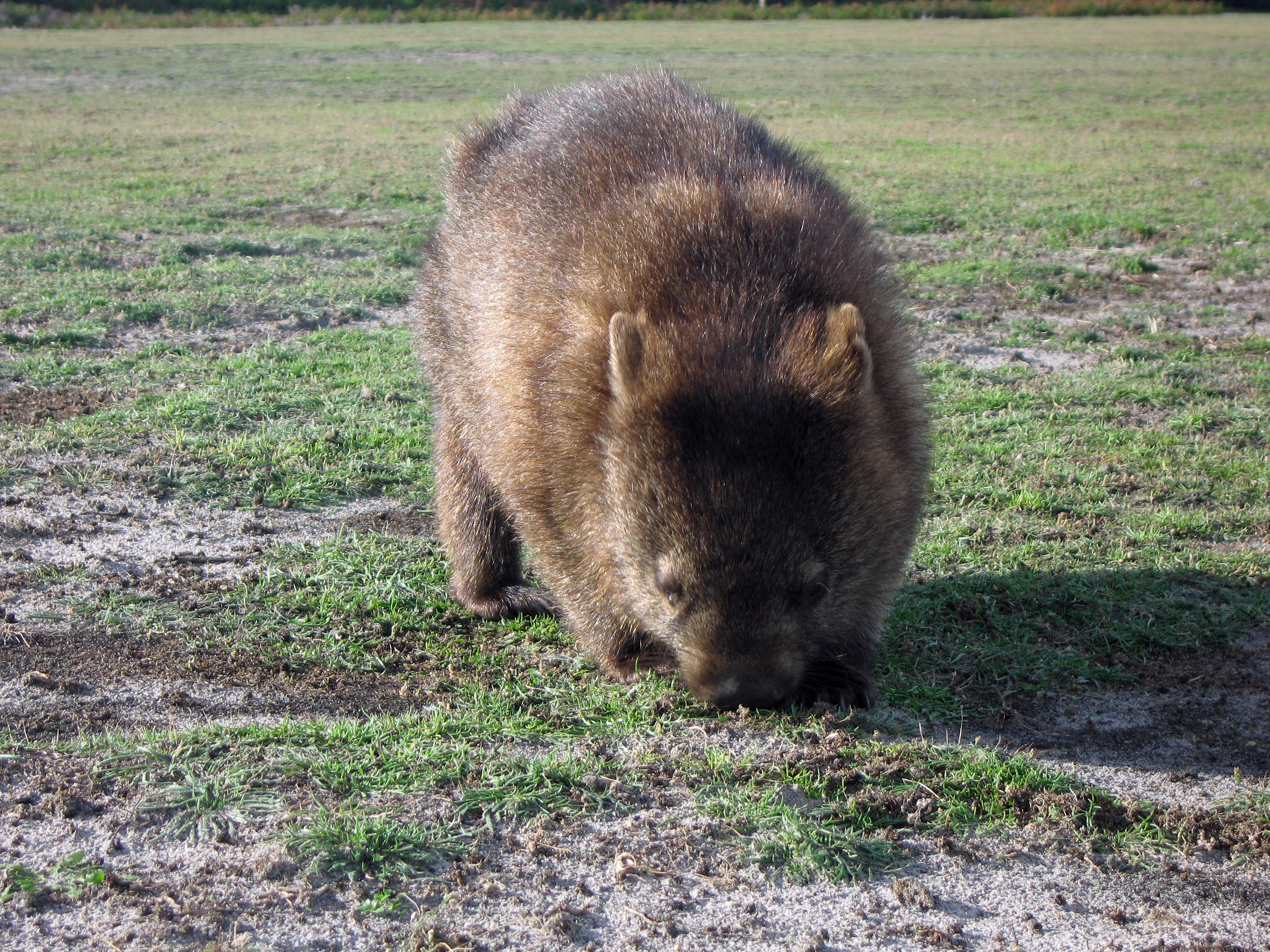
Vombat comun în Parcul Național Narawntapu, Tasmania

Vombații comuni sunt răspândiți în părțile mai reci și mai umede din sudul și estul Australiei, inclusiv Tasmania, și în districtele montane, în măsura în nord la sud de Queensland, dar este în scădere în Occident Victoria și Australia de Sud.
Vombații comuni pot fi întâlniți la orice altitudine în partea de sud a arealului lor, dar în partea de nord a arealulu se găsesc doar în zonele mai înalte, mai muntoase. Aceștia supraviețuiesc într-o varietate de habitate, precum pădurea tropicală, pădurea de eucalipt, zone împădurite, pășuni alpine și zone de coastă. În unele regiuni, s-au adaptat la terenurile agricole și pot fi văzuți chiar pășunând în câmpuri deschise alături de vaci și oi.

## Comportament
Vombații comuni sunt o specie solitară, teritorială, fiecare individ având un areal stabil în care supraviețuiește și se hrănește. În această zonă, sapă un sistem de tuneluri, cu lungimi cuprinse între 2 și 20 m, cu multe tuneluri laterale. De obicei există doar o singură intrare în vizuină, deși pot crea una mai mică prin care să scape.
Incendiile recente din zonele de est și de sud-est ale Australiei au arătat că vizuinile sunt frecvent mult mai lungi decât se credea inițial, unele având peste 20 intrări și că multe vizuini de vombat au fost folosite de alte specii, precum Wallaby⁠(d), pentru a se adăposti de incendiile de pădure. Nu este clar însă dacă această utilizare a avut loc cu aprobarea „proprietarului” sau dacă speciile care se adăposteau au găsit o vizuină nepopulată.
Mai mulți vombați pot trăi în aceeași vizuină, iar vombații trăiesc în mod normal în aceeași vizuină pentru întreaga lor viață, cu excepția cazului în care un individ este forțat să iasă din vizuină de către fermieri sau de alte specii de animale sau dacă vizuina este distrusă. Adesea nocturn, vombatul comun iese în timpul zilei când vremea este mai răcoroasă, precum dimineața devreme sau după-amiaza târziu.

### Dietă

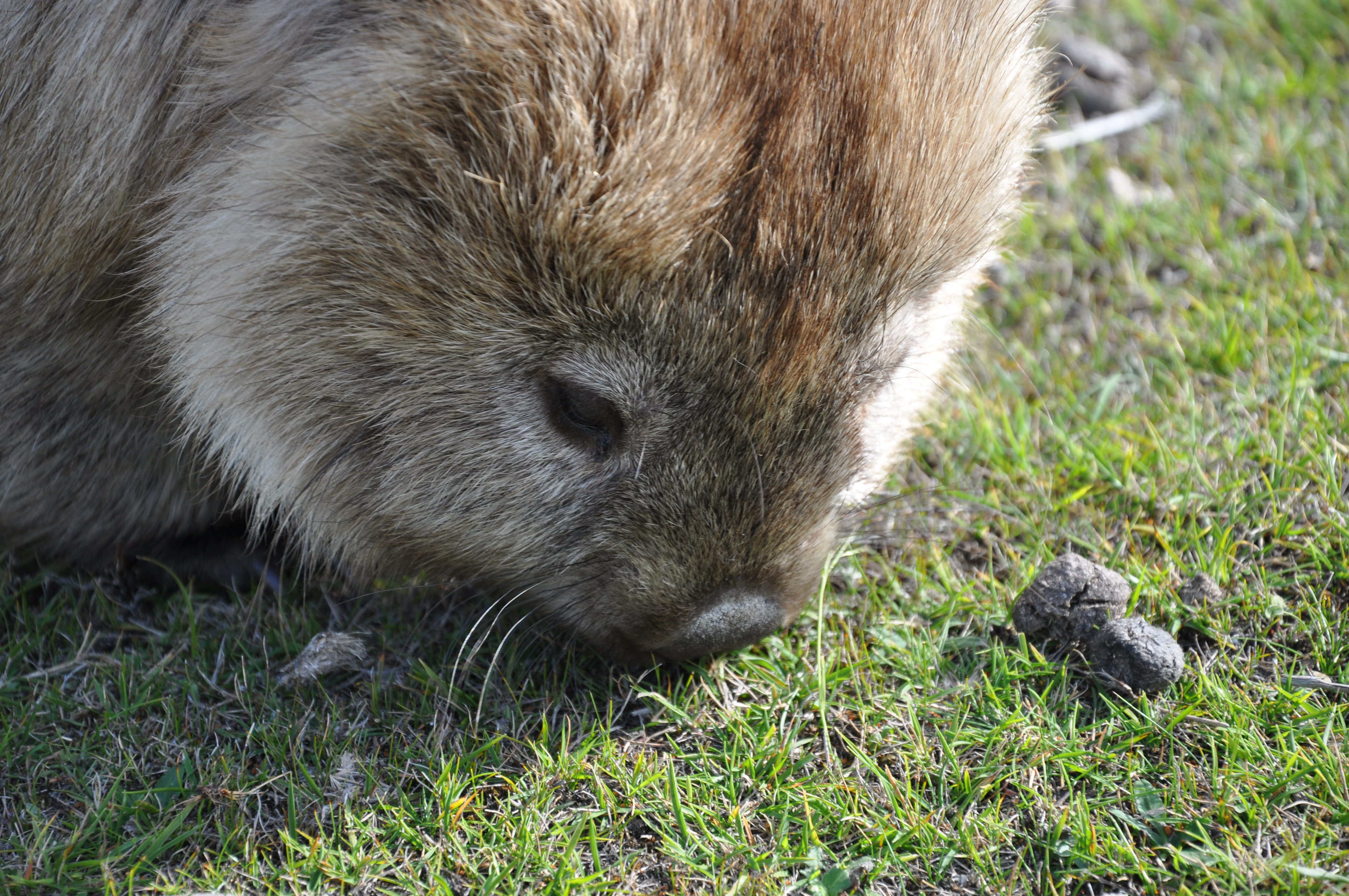
Un vombat care paște pe Insula Maria, Australia

Vombații comuni sunt ierbivori, hrănindu-se cu iarbă, Chionochloa⁠(d) și alte materii vegetale. Hrănitul are loc de obicei în timpul nopții. Aceștia sunt singurele marsupiale din lume ale căror dinți cresc constant, ceea ce le permite să mențină o dietă constând în principal din ierburi native.

### Reproducere
Vombatul comun se poate reproduce o dată la doi ani și dă naștere unui singur pui. Perioada de gestație este de aproximativ 20-30 de zile, iar puii rămân în marsupiu timp de cinci luni. Când părăsesc marsupiul, puii cântăresc între 3,5 și 6,5 kilograme. Puii sunt înțărcați în jurul vârstei de 12 până la 15 luni și devin de obicei independenți la vârsta de 18 luni. Vombații au o durată medie de viață de 15 ani în sălbăticie și 20 de ani în captivitate.